# Dr. Quinn, Medicine Woman
Dr. Quinn, Medicine Woman (La Doctora Quinn en España y Uruguay; Dr(a). Quinn, la mujer que cura en Argentina, Bolivia, Chile, México, Paraguay, Perú y Puerto Rico; y La dama del Oeste en el resto de Hispanoamérica) fue una multigalardonada serie de televisión estadounidense creada por Beth Sullivan, que se emitió por la cadena CBS durante 6 temporadas, desde el 1 de enero de 1993 hasta el 16 de mayo de 1998 en 150 episodios y posteriormente en 2 películas emitidas en televisión, una vez cancelada la serie.
Fue un éxito inmediato en Estados Unidos a pesar de emitirse en la noche de los sábados. Fuera de ese país tuvo gran éxito en Alemania, Italia, España, Chile y Perú. A pesar de la cancelación, la serie se ha mantenido en antena en diferentes cadenas estadounidenses como ABC Family, Independent Television (antes la PAX TV) y Hallmark Channel.

## Argumento

### Serie
La historia comienza en el año 1867 y se centra en una doctora de Boston, Massachusetts, Michaela Quinn, "Dr. Mike" (interpretada por la actriz Jane Seymour). Después de la muerte de su padre, Dr. Mike decide marcharse a trabajar a Colorado Springs (Colorado) y abrir su propio consultorio.
Mientras intenta acostumbrarse a las grandes diferencias entre Boston y Colorado Springs, se hace amiga de Byron Sully (interpretado por el actor Joe Lando), amigo de los indios, y de Charlotte Cooper, matrona y propietaria de una casa de huéspedes (interpretada por Diane Ladd).
Después de que Charlotte fuera mordida por una serpiente, le pide a Michaela en su lecho de muerte que cuide de sus tres hijos, Matthew, Colleen y Brian.
Al final Michaela se instala en el pueblo y se va adaptando a su nueva vida como madre y como médica, pese a la dificultad que presenta ser una mujer y doctora en esa zona.

### La doctora Quinn: Revoluciones
La cancelación de la serie causó el descontento de muchos fanes, lo que no había sido visto desde la campaña por salvar la serie de Star Trek a mediado de los años 60. CBS decidió entonces producir una película para televisión en vez de producir otra temporada, ya que el presupuesto para hacerlo sería muy alto. En mayo de 1999, un año después de su cancelación, CBS emitió La doctora Quinn: Revoluciones, una película para televisión, ambientada en 1877. Sin embargo, la verdadera fecha debió haber sido 1875, dos años después del episodio final, que pudo haber sido en 1873. En esta película, Katie Sully, quien ahora tiene 4 años, es secuestrada, por lo que Michaela y Sully, con ayuda de algunos aldeanos, se embarcan en una búsqueda desesperada de su hija perdida en México. Los fanes estaban contentos por el hecho de haberse hecho una producción tan especial, pero no impresionados por su concepto. La película era diferente en tono a la serie, incorporando más armas y violencia en un esfuerzo por complacer a la audiencia masculina de más de 20 años. Además de ello, tanto Jessica Bowman como Chad Allen no hicieron aparición en el episodio debido a su contenido, y todo el crédito de William Olvis fue descartado a favor de música de mayor coste que era completamente distinta a la de la serie original.
Los faneos estaban impactados porque un episodio de La doctora Quinn no incluía la secuencia de apertura o tema. Además, el guion, la actuación y las interpretaciones de los personajes originales dieron la impresión de ser muy distintos a lo que fueron en la serie. Beth Sullivan se disgustó tanto con el control de CBS sobre todo el proyecto que desistió en involucrarse. Fue críticamente destrozada y por ende un fracaso en audiencia.

### La doctora Quinn: El corazón por dentro
Una segunda película, titulada La doctora Quinn: El corazón por dentro, se emitió en mayo de 2001. Tal película se situó un año después de Revoluciones, a 9 años después del primer episodio de La doctora Quinn en el año 1876. Esta vez, CBS le dio a Beth Sullivan todo el control creativo; sin embargo, hubo muchas reglas fuertes. Para ahorrar costos, la película debía ser filmada en Canadá y sólo el reparto principal estaría en la película. Jane Seymour también sirvió como productora ejecutiva. La trama se centró en Michaela y la familia Sully volviendo a Boston para asistir a la graduación de Colleen de la Escuela de Medicina de Harvard. Siendo transferida de la Universidad de Medicina para Mujeres a la universidad masculina desde el final de la serie, Colleen había tenido muchas críticas del comité al igual que el padre de Andrew, quien estaba resentido con el hecho de que ella siguiera practicando la medicina, a pesar de su recelo. Desafortunadamente, la madre de Michaela había caído enferma por una condición cardíaca y finalmente fallece, dejando toda su herencia para que Michaela ponga un hospital en Colorado Springs. Colleen pronto se halla en una situación similar a la que su madre, Michaela, se hallaba hace nueve años - en el mismo sector bostoniano en el que no es respetada o tomada en serio como una mujer doctor.
La película es un final apropiado para la serie, mostrando a los ahora adultos hijos Cooper dando el último adiós a Colorado Springs, y encontrando sus nuevas aventuras en Boston, mientras Michaela y Sully inevitablemente regresan a Colorado Springs para comenzar un nuevo capítulo en el que vivirán sus ancianas vidas.
Mientras esta película fue mejor recibida por los fanes que la anterior, se quejaron de que los aldeanos y el reparto secundario no estuvieran en la película, a pesar de las exigencias de CBS, tanto como la ausencia de último minuto de Matthew, interpretado por Chad Allen (ya que Allen había rechazado aparecer luego de enterarse de que a ninguna de sus coestrellas secundarias originales se les ofrecería aparecer). A pesar de estas críticas, la película fue un éxito.

## Sobre la serie
La serie era bien conocida por el elenco de actores, actrices y por sus buenos guiones. En muchos casos, tomaba aspectos reales de la historia de la zona donde ocurría la acción para desarrollar un capítulo, trasladando los hechos a un pequeño pueblo llenos de prejuicios y problemas.
Innumerables tramas se pueden trasladar a la época actual, alguno de ellos bastante controvertidos, como el episodio que se centraba en la visita de Walt Whitman y cómo el pueblo y sus habitantes respondían ante la noticia de su homosexualidad. La religión jugaba también un papel importante en la trama de muchos episodios.
Hubo varios cambios de actores para diferentes personajes secundarios a lo largo de la serie. Sin embargo, el cambio más comentado fue la sustitución de Erika Flores como Colleen Cooper por la actriz Jessica Bowman durante la tercera temporada. A diferencia de otros actores que firmaron un contrato por cinco años, Flores decidió que el suyo debía ser menor a ese lapso y que su salario se viese aumentado. Los rumores dicen que fue su padre quien la indujo a dejar la serie, aunque ella siempre lo ha negado. La actriz explicó que se marchó por atender ciertos intereses, pero según había aclarado el equipo de producción, tales "intereses" eran la escuela.
Cualquiera que fueran las razones, la actriz fue reemplazada por la CBS en poco tiempo, después de no atender a sus demandas. Beth Sullivan quiso que el personaje continuase y en vez de matarlo o tener que explicar su desaparición, Jessica Bowman fue la encargada de sustituirla. Aunque el personaje no cambió en exceso, la incorporación de esta nueva actriz le dio una mayor madurez que antes no poseía, lo que hizo que las quejas por el cambio de actrices quedase un tanto olvidado.
El romance entre Michaela y Sully fue bien recibido por la audiencia y puede ser relacionado con la buena química de los dos actores, Jane Seymour y Joe Lando. En la tercera temporada, los personajes se casan en un episodio especial de dos horas que consiguió grandes datos de audiencia y fue muy publicitado en las semanas previas. En la cuarta temporada, el embarazo de Jane Seymour fue integrado en el argumento como el embarazo de su personaje, del que nacería la hija de Michaela y Sully, Katie, consiguiendo otro episodio de grandes resultados de audiencia.

## Tensión entre los actores
El elenco tenía la imagen de llevarse bien a pesar de pequeñas tensiones y peleas que llevaron a cambios en los actores y en los guiones.
Es conocido que Jane Seymour y Joe Lando estuvieron saliendo juntos al comienzo de la producción. A pesar de pequeñas tensiones, la mayoría de veces por la forma de ver sus personajes y los guiones, se mantuvieron como buenos amigos tras terminar la serie.
El problema más comentado apareció al final de la quinta temporada; Joe Lando no estaba contento con la dirección que estaba llevando su personaje y consideró seriamente en abandonarla. Beth Sullivan decidió que, ante la indecisión del actor, podrían continuar sin él, por lo que en el último episodio de esa temporada, la audiencia se queda con la duda de qué ha pasado con Sully al caerse desde un acantilado. Si Joe Lando decidía volver, podría aparecer vivo, y si no volvía, Michaela encontraría su cuerpo. Con vistas a quedarse sin un protagonista masculino en primera línea, los productores contrataron a John Schneider en el papel de Daniel Simon, el mejor amigo de Sully y posible nuevo interés romántico de Michaela.
Al final, Joe Lando decidió volver después de negociaciones con el estudio y de una ardua batalla de los fanes de la serie para que no desapareciera. Su vuelta se llevó a cabo paulatinamente y no llegó a estar en pantalla más de seis episodios durante la sexta temporada. Este hecho y la desaparición del personaje de Colleen mientras estaba en la universidad, hizo que los índices de audiencia decayeran.

## Lista de episodios y temporadas
La forma en que fue presentada:
Temporada 1
1. Piloto (2 horas).

2. Epidemias.

3. El Visitante.

4. Ley de la Tierra.

5. La Curación.

6. Día del Padre.

7. Agua Mala.

8. Mostrando la gran medicina Americana.

9. La canción de cuna del Vaquero.

10. Fantasma que huye.

11. El prisionero.

12. Feliz Cumpleaños.

13. Rito de paso.

14. Héroes.

15. La Operación.

16. El Secreto.

17. Retratos.

Temporada 2
1. La Raza.

2. Santuario.

3. Halloween.

4. El Incidente.

5. Salvando Almas.

6. Donde está el corazón (2 horas).

7. Dar Gracias.

8. Buenos amigos.

9. Opciones de Sully.

10.Cuento de Navidad - El Sueño.

11. Cruzandola Línea.

12. La Oferta.

13. El Circo.

14. Otra Mujer.

15. El huérfano de ferrocarril.

16. Los soldado Bisonte.

17. La suerte del poker.

18. Vida y muerte.

19. El Primer Círculo.

20. Una Canción de cuna.

21. El Secuestro (2 horas).

22. La Campaña.

23. El Hombre en la Luna.

24. Volver encargo (2 horas).

Temporada 3
1. El Tren.

2. Padres e Hijos.

3. El ganado - Parte I.

4. El ganado - Parte II.

5. La Biblioteca.

6. Halloween II.

7. Un Asunto de Washington (2 horas).

8. Problemas de dinero.

9. Gracias 11/19/94.

10. Mujeres de la Noche - Parte I.

11. Mujeres de la noche - Parte II.

12. Primer Navidad.

13. Agente de la India.

14. El Fin del Mundo.

15. La Paz.

16. Cooper vs Quinn (2 horas).

17. ¿Qué es amor?.

18. Cosas que mi padre nunca me dio.

19. Bebés ilegales.

20. Manzana de la discordia.

21. La permanencia del Cambio.

22. Washita (2 horas).

23. Sully, la recuperación.

24. Listo o No.

25. Para bien o para mal (2 horas).

Temporada 4
1. Una nueva vida.

2. Viajar por las estrellas.

3. Madres e hijas.

4. Guardián de su hermano.

5. Halloween III.

6. El libro de Dorothy.

7. Promesas, promesas.

8. La Expedición (2 horas).

9. Un toque de la naturaleza.

10. Infierno sobre ruedas.

11. La Primera Navidad de Fifi.

12. Cambio de Corazón.

13. Tin Estrella.

14. Si te gusta alguien.

15. Viene el hombre de hielo.

16. Vivo o muerto - Parte I.

17. Vivo o muerto- Parte II.

18. Trato con el diablo.

19. Ojo por ojo.

20. Corazones y mentes.

21. Reunión.

22. Mujer del Año.

23. Última oportunidad.

24. Temor.

25. Una Nación.

26. Cuando nace un niño - Parte I.

27. Cuando nace un niño - Parte II.

Temporada 5
1. Corre el tren.

2. Teniendo todo.

3. Negligencia.

4. Todo lo que brilla.

5. Los Americanos.

6. Última danza.

7. Cierto o equivocado.

8. Recordarme.

9. Leyenda.

10. Tempestad.

11. Separados pero iguales.

12. Un lugar para morir.

13. Temporada de los Milagros.

14. La presa.

15. Adiós a la apariencia.

16. La enfermedad más mortal.

17. El libro de Colleen.

18. Entre amigos / Una casa dividida (2 horas).

19. Rehenes.

20. El cuerpo eléctrico.

21. Antes que amanezca.

22. Volver a empezar.

23. El padre del hijo.

24. Momento de la Verdad - Parte I.

25. Momento de la Verdad - Parte II.

Temporada 6
1. Razón para creer.

2. Todo lo que importa.

3. Una cuestión de conciencia.

4. Confort de Amigos.

5. Adiós.

6. Un lugar llamado hogar.

7. La promesa.

8. Un tiempo para sanar - Parte I.

9. Un tiempo para sanar - Parte II.

10. Guerra civil.

11. Paso seguro.

12. Regresando al hogar.

13. Punto blanco.

14. Las semillas de la duda.

15. Siete tipos de soledad.

16. Vida en equilibrio.

17. Felices para siempre.

18. Birdman.

19. Venganza.

20. Tener y sostener.

21. La lucha.

22. Un nuevo comienzo.

## Actores
- Jane Seymour .... Dr. Michaela 'Dr. Mike' Quinn
- Joe Lando .... Byron Sully
- Chad Allen .... Matthew Cooper
- Erika Flores .... Colleen Cooper (hasta la mitad de la temporada 3, 1993-95)
- Jessica Bowman .... Colleen Cooper Cook (1995-98)
- Shawn Toovey .... Brian Cooper

#### Actores secundarios
- Diane Ladd .... Charlotte Cooper (piloto, invitada temporada 2)
- James Leland Adams .... Preston A. Lodge III (temporadas 4-6)
- Jonelle Allen .... Grace
- Barbara Babcock .... Dorothy Jennings (temporadas 2-6)
- Orson Bean .... Loren Bray
- Frank Collison .... Horace Bing
- Brandon Douglas .... Dr. Andrew Cook (temporadas 4-6)
- Jim Knobeloch .... Jake Slicker
- Geoffrey Lower .... Rev. Timothy Johnson
- Henry G. Sanders .... Robert E.
- Larry Sellers .... 'Nube que Danza' (Cloud Dancing)
- William Shockley .... Hank Lawson
- Helene Udy .... Myra Bing (temporadas 1-4)
- Jennifer Youngs .... Ingrid (temporadas 1-4)
- Haylie Johnson .... Becky Houser (temporadas 1-6)
- John Schneider .... Daniel Simon (temporada 6)
- Michelle Bonilla .... Teresa Morales (temporada 5)
- Alex Meneses .... Teresa Morales Slicker (temporada 6)
- Gail Strickland .... Ms. Olive Davis (temporadas 1)

## Emisiones internacionales
- En España, la serie fue emitida a partir del 11 de julio de 1994 en La 1 de TVE, con una audiencia que llegó a superar los 5 millones de espectadores.
- En México, fue emitida a finales de los años 90, con retransmisiones entre 2003 y 2005, por el canal 4 de la cadena Televisa y en 2022 por el canal a+ de TV Azteca.
- En Chile, fue emitida durante los veranos de finales de la década de los 90's por TVN.
- En Argentina, El Trece la emitió entre los años 1998 y 2000 a las 17:00.
- En Paraguay, el SNT, la emitió entre los años 1997 y 1999 a las 18:00 después en 2001 paso por Telefuturo hasta la mitad del 2004 y últimamente en Red Guaraní en 2005 a 2007.
- En Latinoamérica, TNT la transmitió originalmente entre 1994 y 1999 y TCM la retransmitió entre los años 2012 y 2015.